# Augusto Witthinrich
Augusto Witthinrich (Armazém, 11 de janeiro de 1871 – Braço do Norte, 13 de dezembro de 1935) foi um industrial teuto-brasileiro.

## Biografia

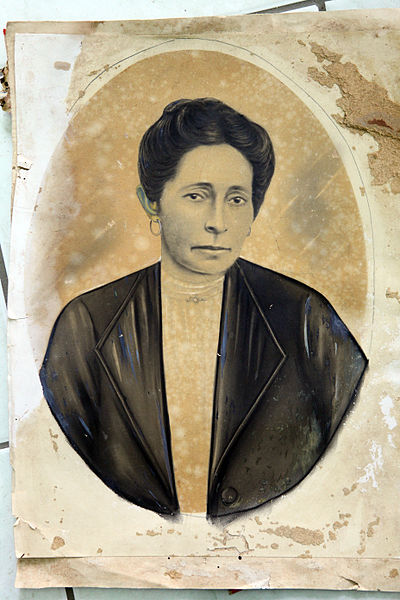
Clara Feuser Witthinrich

Casou com Clara Feuser Witthinrich (28 de novembro de 1874 – 22 de julho de 1960), pais de, entre outros, Ricardo Witthinrich. Irmão de Carlos Witthinrich.
Foi proprietário, em Braço do Norte, da "Fábrica de Gasosa Aug. Witthinrich" (seria atualmente denominada Indústria de Bebidas), localizada então na atual rua Nereu Ramos. 
Sócio de Teodoro Bernardo Schlickmann, construiu a primeira usina geradora de energia elétrica em Braço do Norte, a Sociedade Força e Luz Braço do Norte, precursora da atual Cerbranorte.
Notícia do jornal "A Gazeta Orleanense" de 1917: "Fala-se do perigo alemão. E Augusto Witthinrich é, e continua sendo subdelegado do Quadro!"

## Garrafa característica
Em escavação para reforma e ampliação de uma área construída sobre o terreno onde localizava-se a fábrica de gasosa de Augusto Witthinrich, Carlos Kindermann (filho de Celso Kindermann) encontrou em maio de 2009 uma garrafa de vidro com o gargalo quebrado, onde era alojada uma esfera de vidro, que vedava o gás. "Brinquedo" raro na época, a "bolinha de vidro" explica o possível motivo de a garrafa estar com o gargalo quebrado. Garrafa esta que perpetua em alto-relevo a marca do industrial: "Aug. Witthinrich".
Jucely Lottin, em seu livro Orleans 2000, relata que um dos primeiros fabricantes de refrigerante de Orleans, Jorge Heindrickson, também utilizava semelhantes garrafas. Para abrí-la bastava empurrar a bolinha para dentro da garrafa, ficando a mesma alojada no gargalo. Este tipo de garrafa era utilizado por diversas fábricas de refrigerante.
Foi sepultado no Cemitério Municipal de Braço do Norte.

## Galeria

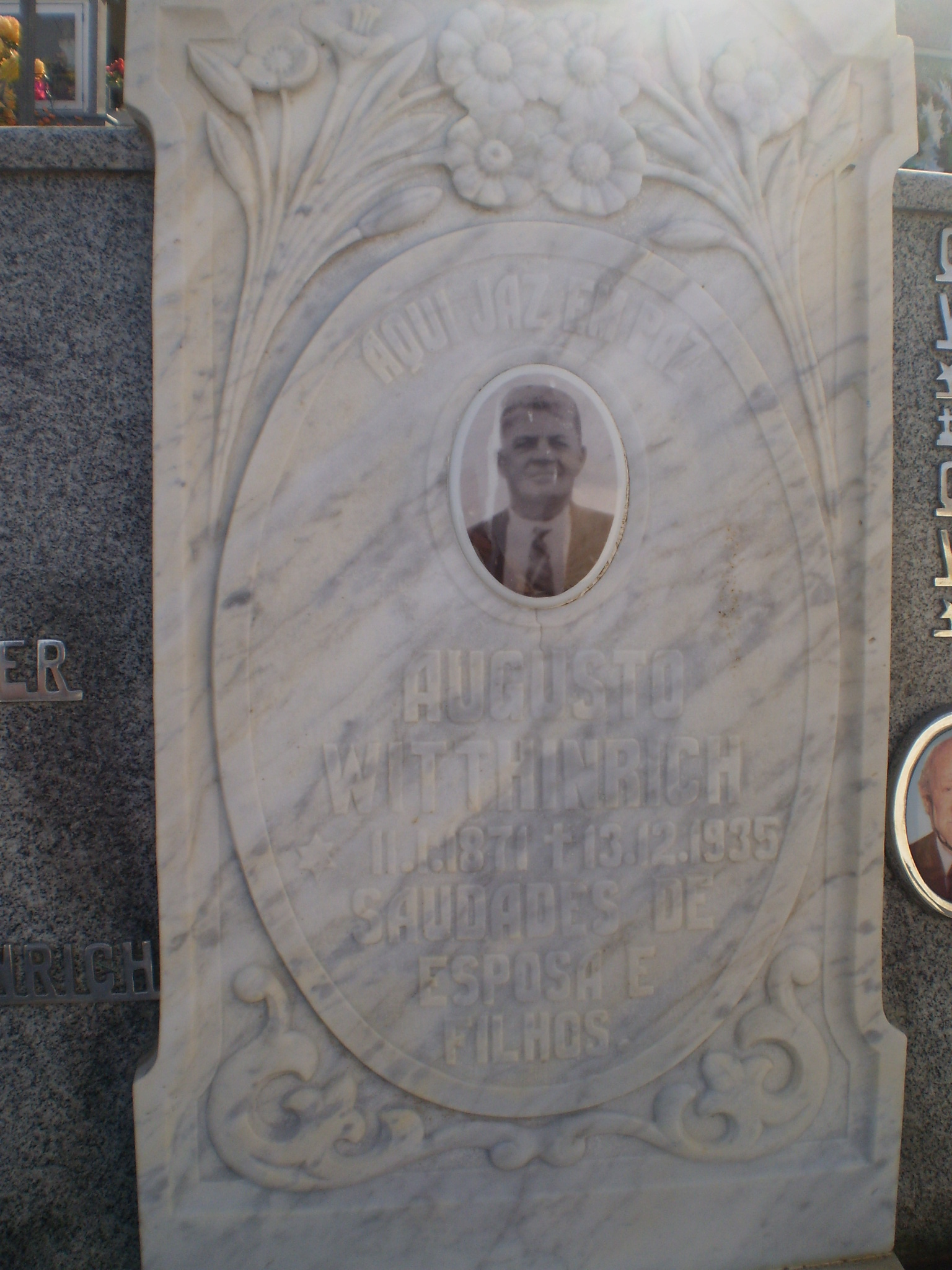
Lápide, cemitério municipal de Braço do Norte
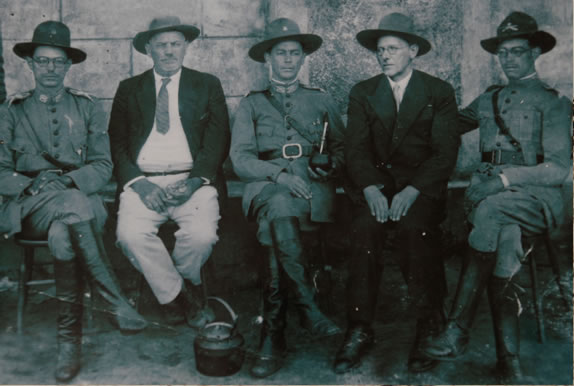
Augusto Witthinrich (segundo a partir da esquerda) e Teodoro Bernardo Schlickmann (segundo a partir da direita), em uma roda de chimarrão com revolucionários gaúchos de 1930, na inauguração da usina hidrelétrica no rio Braço do Norte
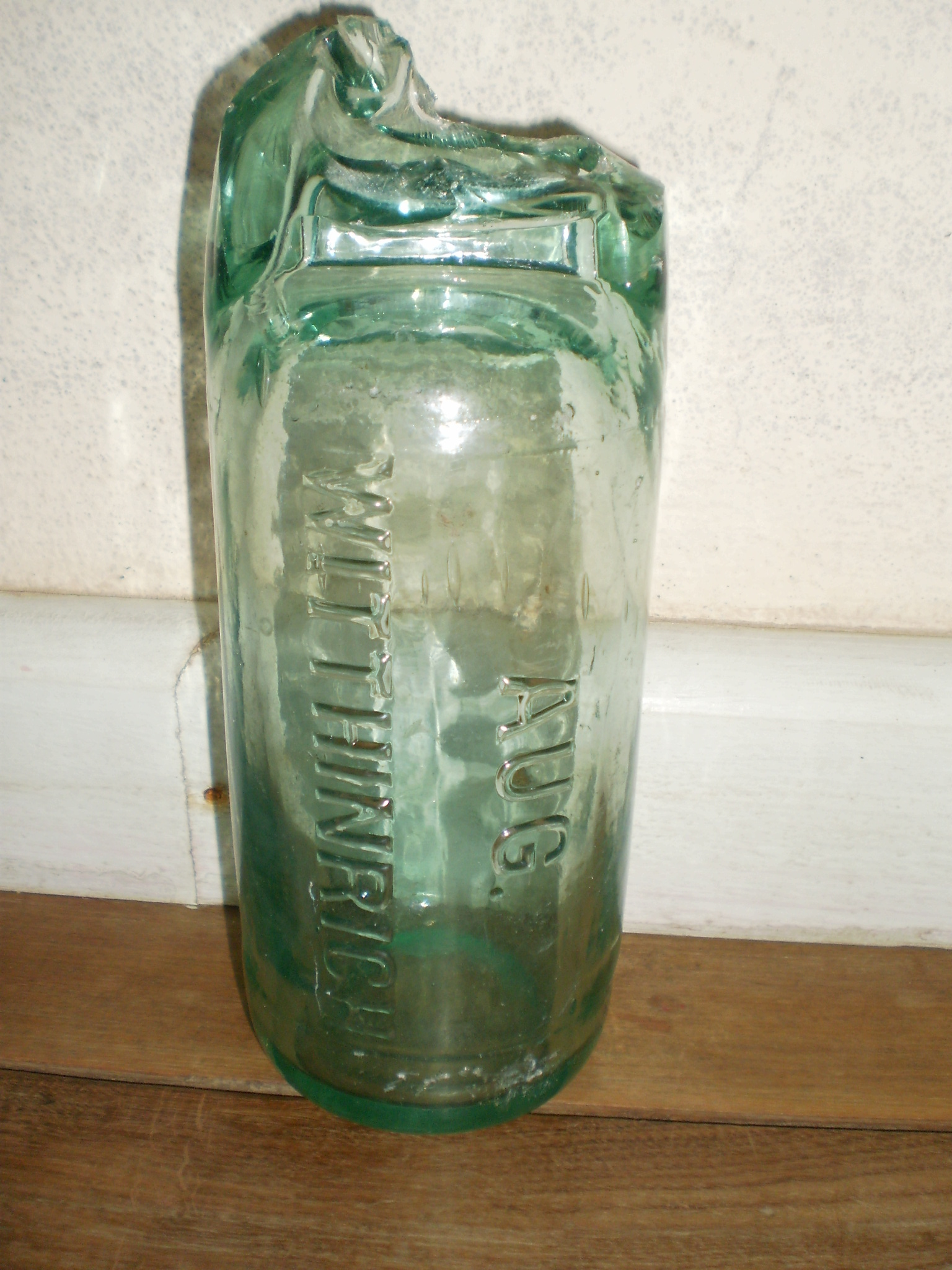
Garrafa de gasosa com a inscrição em alto-relevo: Aug. Witthinrich. Escavação de Carlos Kindermann
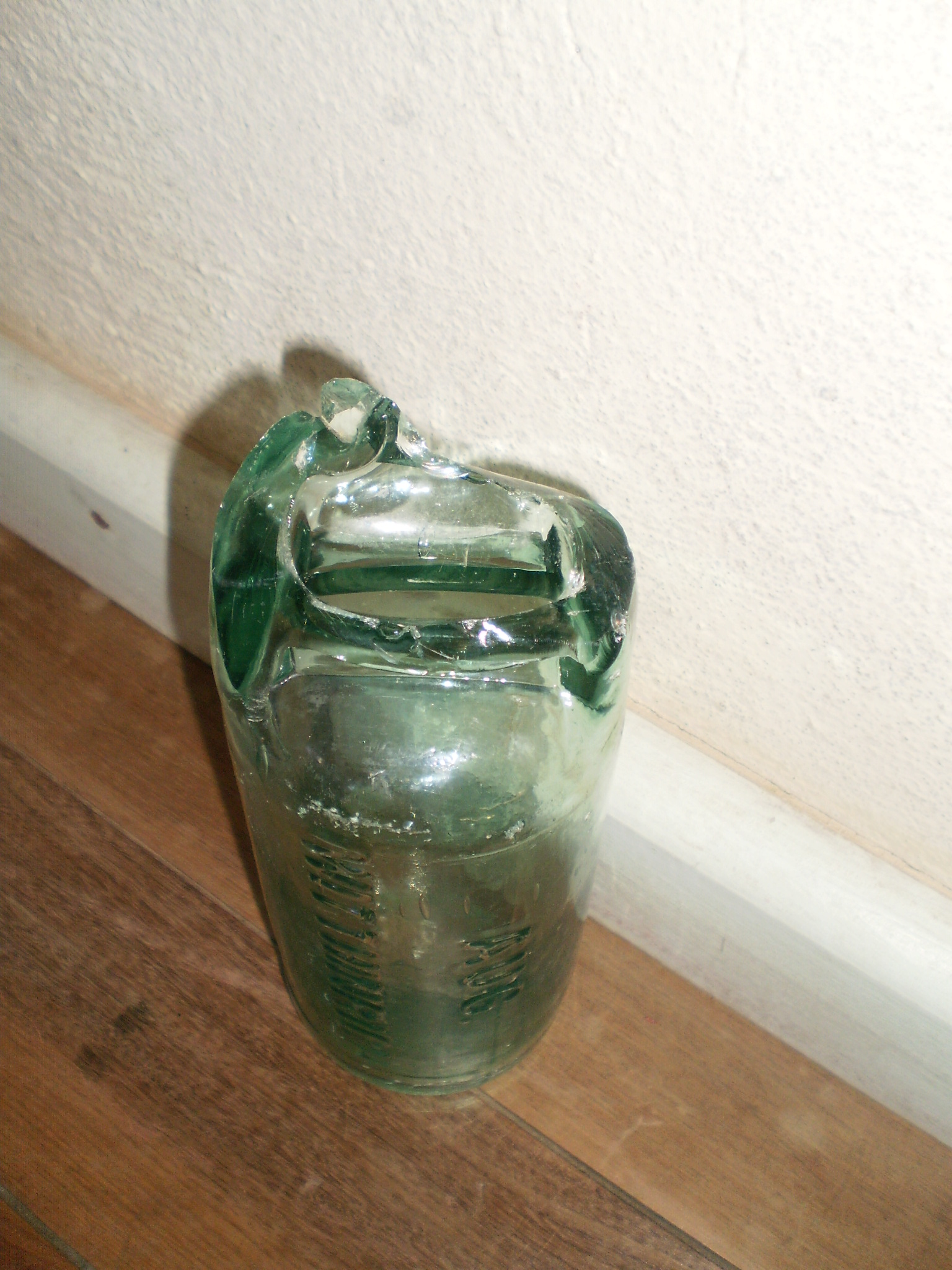
Detalhe do gargalo onde era alojada uma bola de vidro para retenção do gás. Escavação de Carlos Kindermann